# Griekse staatsschuldencrisis
De Griekse staatsschuldencrisis is een financiële crisis in Griekenland die in mei 2010 uitbrak. De regering van Giorgos Papandreou kreeg toen te maken met grote financiële tegenvallers. De Griekse overheid bleek jarenlang de financiële cijfers vervalst te hebben. 
Het begrotingstekort van Griekenland bleek in januari 2010 niet 3,7% te bedragen, maar 12,7%. In april 2010 bleek het 13,7% te zijn. Griekenland had een schuld van 300 miljard euro, 113% van het Griekse bruto binnenlands product. Zowel christenmocratische en als socialistische Griekse regeringsleiders bleken jarenlang te hebben gelogen over de stand van de Griekse overheidsbegroting. José Manuel Barroso, de voorzitter van de Europese Commissie, probeerde het Europees parlement gerust te stellen met de opmerking dat Griekenland een "apart geval" was. Dat bleek niet waar te zijn. Al snel bleek dat Italië met in bijna onhoudbare schuldenpositie was gekomen. Portugal wankelde ook. Spanje had een vastgoedbubbel en Ierland een bankenbubbel. Het was allemaal het gevolg van de lage rente die de euro garandeerde. Hierdoor konden de mediterrane landen, waar de rente traditioneel hoger was, goedkoop geld lenen op de kapitaalmarkt. Via het bankwezen kwam dankzij de euro een goedkoop-geldstroom op gang van Noord naar Zuid. In mei 2010 kreeg Griekenland een bail-out van 110 miljard  euro, terwijl de kredietwaardigheid van alle landen in financiële moeilijkheden verlaagd werd.
De breuk in het vertrouwen in Griekse staatsobligaties veroorzaakte daardoor een kettingreactie waarbij ook de terugbetaalbaarheid van schulden van andere zwakke eurolanden in twijfel werd getrokken. Bovendien hadden veel Europese banken veel Griekse staatsobligaties. Hiermee ontstond de Europese staatsschuldencrisis.
Mede als gevolg van de al oudere internationale kredietcrisis en voortgaande ongecontroleerde uitgaven raakte Griekenland in een grote financiële crisis die ook gevolgen voor de rest van de eurozone had. Alleen met de hulp van de EU-landen en IMF kon voorkomen worden dat Griekenland failliet ging. De EU en het IMF schoten het land te hulp met leningen, maar in ruil daarvoor moest Griekenland het begrotingstekort terugdringen.

## Voorgeschiedenis
Griekenland had al van oudsher een zwak economisch bestel met veel corruptie, politieke cliëntalisme, grote inefficiënte staatsbedrijven, een grote staatsschuld, veel ambtenaren en beschermde markten en beroepen. De toetreding tot de euro beperkte de klassieke oplossing van een flinke devaluatie van de munt en een sanering met gedeeltelijke kwijtschelding van de staatsschulden. Er zijn genoeg voorbeelden van landen die dergelijke pijnlijke herstelprocessen hebben meegemaakt. Formeel zouden de eurolanden elkaars schulden niet garanderen. Minder kredietwaardige landen zoals Griekenland zouden door de financiële markt gedwongen worden meer rente te betalen en hierdoor gedwongen worden bezuinigingen en hervormingen uit te voeren om het vertrouwen te herstellen. In de praktijk ging de financiële wereld er echter toch van uit dat er een impliciete garantie van de Europa is voor de Griekse staatsobligaties. Hierdoor kreeg Griekenland toch bijna dezelfde lage rente als voor een Duitse staatsobligatie en groeide de Griekse staatsschuld. Het grootste deel van het geleende geld werd niet geïnvesteerd, maar gebruikt om lopende kosten en salarissen te betalen.

## Maart - mei 2010: crisis rond Griekse overheidsfinanciën

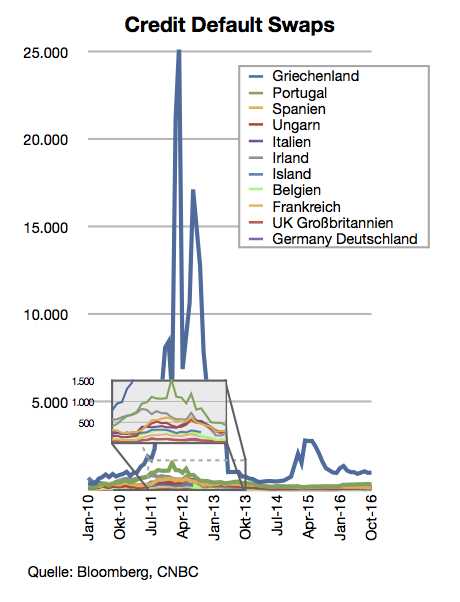
Verloop prijzen CDS'en op Europese staatsleningen

In januari 2010 leidden twijfels omtrent de Griekse overheidsfinanciën tot een sterke daling van de koersen van Griekse staatsleningen; begin februari 2010 daalden ook de koersen van Portugese en Spaanse staatsleningen (hoewel in mindere mate). Het IMF raamde in februari 2010 dat de overheidsschuld van de landen van de G-20 in 2014 118% van het bruto binnenlands product (BBP) zouden bedragen; vóór de crisis was dit circa 80%. Vanaf februari 2010 kwam sovereign debt risk (het risico van leningen aan overheden) sterk in de belangstelling van de financiële markten te staan. Deze spanningen kwamen onder meer tot uiting in de stijging van de prijzen van credit default swaps van staatsleningen van de landen aan wier soliditeit getwijfeld werd, zie nevenstaande grafiek.
De Griekse overheidsfinanciën bleken in februari 2010 in een zeer deplorabele staat te verkeren. Het begrotingstekort over 2009 bleek 12,7% te bedragen (ruim het viervoudige van wat onder het Verdrag van Maastricht was toegestaan, hoewel alle landen boven die norm van 3% zaten), terwijl men met behulp van diverse complexe financiële transacties de situatie op zijn minst niet verhelderd had. Medio februari 2010 besloot de Griekse regering over te gaan tot diverse bezuinigingsmaatregelen, die tot (betrekkelijk omvangrijke) stakingen leidden. De Europese Unie verleende in februari geen financiële steun; men verlangde dat Griekenland uiterlijk medio maart 2010 de nodige stappen gezet zou hebben om het tekort binnen enkele jaren aanmerkelijk te reduceren. Eind februari werd een geplande emissie van een 10-jarige staatslening van € 5 miljard uitgesteld. Op 3 maart 2010 werden additionele bezuinigingen aangekondigd. De uitgestelde staatslening werd alsnog geëmitteerd en goed geplaatst.
Diverse politici, waaronder de Duitse bondskanselier Angela Merkel op 5 maart 2010, spraken het vermoeden uit dat speculanten aan de crisis rond staatsleningen hadden bijgedragen door het gebruik van credit default swaps. In het geval van Griekenland leek dat echter niet zeer waarschijnlijk. De verhouding tussen de omvang van de credit default swaps (notional amount circa € 8 miljard) en de totale Griekse staatsschuld (ruim € 250 miljard) was niet van dien aard dat een speculatief gebruik van CDS'en tot grote marktverstorende effecten zou hebben kunnen leiden. Opmerkelijk was dat ook Griekse banken dit instrument bleken te hebben gebruikt. Op 23 maart 2010 werd bekend dat de Hellenic PostBank - nota bene eigendom van de Griekse staat - tussen augustus 2009 en oktober 2009 circa 15% van het uitstaande volume erin had gehad.
Op 25 maart 2010 bereikten de landen van de eurozone een akkoord over (eventuele) steun aan Griekenland: indien Griekenland er niet in zou slagen om op de kapitaalmarkten leningen aan te trekken, zouden het IMF en de landen van de eurozone leningen verstrekken, waarbij het IMF (vermoedelijk) eisen zou stellen op het gebied van (verdere) bezuinigingen. In de week van 5 april 2010 daalden de koersen van Griekse staatsleningen echter verder; de rendementsverschillen met Duitse staatsleningen (die binnen de eurozone als de meest veilige werden gezien) stegen tot recordhoogten.
Op 11 april 2010 werd door de landen van de eurozone een stand-bykrediet van € 30 miljard toegezegd, tegen rentes die 3% hoger lagen dan de laagste in de eurozone geldende tarieven. Griekenland emitteerde 6-maands en 12-maands schatkistpapier tegen resp. 4,55% en 4,85%, wat nog steeds als tamelijk duur kon worden beschouwd. Op 20 april 2010 emitteerde Griekenland € 1,95 miljard driemaands-leningen op een rendement van 3,65%, wat eveneens als duur kon worden beschouwd.
In de week van 19 april 2010 escaleerden de problemen: Griekse staatsleningen daalden zeer sterk in koers, met name in het kortere segment, hetgeen aanleiding gaf tot grote twijfels over de vraag of Griekenland de eerstvolgende vervallende staatslening (op 19 mei 2010) wel zou kunnen terugbetalen. Op vrijdag 23 april kondigde de Griekse regering aan het IMF en de EU om (relatief goedkope) leningen te zullen verzoeken.
In de week van 26 april 2010 escaleerde de situatie rond de Griekse overheidsfinanciën in een steeds sneller tempo. Griekse staatsleningen daalden zeer sterk; de rating van Griekenland werd in één keer met 3 "notches" verlaagd tot "junk" (niet geschikt geacht voor normale beleggers). IMF-directeur Strauss-Kahn berichtte aan het Duitse parlement dat het steunpakket € 120 miljard zou kunnen bedragen, in plaats van de nog op 11 april genoemde € 30 miljard van de EU en € 15 miljard van het IMF. Op zondag 2 mei werd op hoofdlijnen overeenstemming bereikt: Griekenland ging akkoord met een omvangrijk pakket aan bezuinigingen van in totaal € 30 miljard, waarmee het tekort in 2014 zou moeten zijn teruggedrongen van bijna 14% tot minder dan 3%. Men zou (onder meer) de btw verhogen van 21% tot 23%, de dertiende en veertiende maand alsmede bonussen voor ambtenaren schrappen, de algemene pensioenleeftijd verhogen van 62 naar 67 jaar en accijnzen verhogen; IMF en de lidstaten van de EU zouden in drie jaar € 110 miljard aan driejaars-leningen verstrekken. Het steunpakket was het grootste in de geschiedenis. Hiermee werd een "default" op de per 19 mei 2010 vervallende staatslening van € 8 miljard voorkomen en wordt een catastrofale financiële crisis in ieder geval voorlopig afgewend. Het bezuinigingspakket kwam overeen met circa 13% van het BBP, waarmee het een van de meest stringente in de geschiedenis was.
Op 3 mei 2010 berichtte de ECB dat Griekse staatsleningen, ook al voldeden ze niet aan de minimumratingeisen, als onderpand voor liquiditeitsvoorschotten aan banken geaccepteerd zouden worden. De aan Griekenland te verstrekken leningen bleken overigens achtergesteld te zijn bij bestaande leningen.
Het effect van dit pakket zou vermoedelijk zijn dat Griekenland gedurende enkele jaren geen beroep zou hoeven doen op de kapitaalmarkten, indien de bezuinigingen in een bevredigend tempo zouden worden doorgevoerd: iedere drie maanden zou het IMF rapporteren, en individuele lidstaten kunnen het verstrekken van verdere "tranches" afhankelijk stellen van die voortgang.
De dagen na de bekendmaking van de bezuinigingen werd in Griekenland op steeds grotere schaal gedemonstreerd. Het Duitse Handelsblatt riep vooraanstaande Duitsers op om als teken van solidariteit Griekse staatsleningen te kopen.
Op 5 mei 2010 vielen bij ongeregeldheden in Athene drie doden toen een gebouw van Marfin Egnatia Bank in brand werd gestoken; betogers trachtten het parlementsgebouw te bestormen. Op 6 mei 2010 ging het Griekse parlement akkoord met de voorgestelde bezuinigingen. De Franse en Duitse parlementen gingen akkoord met de steunverlening, evenals de Nederlandse Tweede Kamer, die zich echter bezorgd toonde over de vraag of de te verstrekken leningen ooit terugbetaald zouden kunnen worden.
Op 14 juni 2010 verlaagde Moody's de rating van Griekenland met 4 notches van A3 tot Ba1, wegens de vrees dat de verwachte recessie, als gevolg van de bezuinigingen, juist zou leiden tot een zodanige daling van de belastingopbrengsten dat de betaling van de staatsschuld moeilijker zou worden. Dit leidde ertoe dat Griekse staatsleningen per 1 juli uit een aantal obligatie-indices verwijderd werden. Hierdoor werden beleggers wier obligatieportefeuilles op die indices geënt waren genoopt tot verkoop van hun Griekse staatsleningen, hetgeen eind juni tot sterke koersdalingen leidde. In de daarop volgende dagen herstelden de koersen zich slechts gedeeltelijk.
Op 8 juli 2010 nam het Griekse parlement de voorgestelde hervorming van het pensioenstelsel op hoofdlijnen aan; de voorstellen omvatten een verhoging van de pensioenleeftijd van 60 tot 65 en een overgang van eindloon naar middelloon; demonstraties tegen deze plannen waren (relatief) beperkt.
De financiering van Griekse overheid bleef in de maanden na de crisis moeizaam: in juli 2010 werd voor het eerst sinds de crisis weer geleend, doch slechts voor korte perioden en hoge rentes. Opgemerkt dient te worden dat in elk geval bij één emissie (van € 1,95 miljard voor 3 maanden tegen 4,05%, op 20 juli 2010) het overgrote deel werd geplaatst bij Griekse banken, die dit, naar algemeen werd aangenomen, financierden door tegen onderpand van deze leningen geld bij de ECB te lenen tegen 1,00%: bij eerdere Griekse leningen waren parallelle bewegingen zichtbaar in de balans van de ECB.
Begin augustus 2010 lieten EU, ECB en IMF zich in positieve termen uit over de door de Griekse regering geboekte voortgang bij het bezuinigingsprogramma; dit kwam echter nog niet tot uiting in de wijze waarop de financiële markten Griekse staatsleningen waardeerden.

## April 2011 en daarna: zorg over mogelijke "debt restructuring" van Griekse staatsleningen, uitmondend in akkoord
Vanaf april 2011 werd steeds meer rekening gehouden met de mogelijkheid van een "debt restructuring": een sanering van staatsschulden van Griekenland, Ierland en Portugal. Hierbij werden diverse scenario's voor mogelijk gehouden, die alle tot gevolg hadden dat de contractueel vastgelegde betalingen van bestaande staatsleningen verlaten zouden worden, uiteraard steeds in het nadeel van de houders van die staatsleningen. Dit zou een inbreuk op de contractuele verplichtingen betekenen, doch de houders van die staatsleningen zouden (naar aangenomen werd) weinig keus hebben: de juridische afdwingbaarheid zowel als het feitelijke verhaal van hun vorderingen zou problematisch kunnen zijn.
De volgende mogelijkheden werden genoemd:
- Het verlagen van het nominal bedrag van de lening ("haircut");
- Het verlengen van de looptijd van de lening, met behoud van de bestaande coupon;
- Het verlagen van de coupon van de lening;
- Een combinatie van deze mogelijkheden, met name van de laatste twee.

De directe aanleiding voor deze zorgen was de omstandigheid dat de vanaf 2013 door het Europees Stabiliteitsmechanisme te verstrekken leningen in rangorde boven bestaande staatsleningen zouden worden gesteld, alsmede dat in Europees verband was besloten om in de leningsvoorwaarden (van staatsleningen van alle landen in de eurozone) bepalingen op te nemen omtrent onderhandelingen met een collectiviteit van schuldeisers, waarbij een met een meerderheid daarvan bereikte overeenstemming opgelegd kon worden aan de overige crediteuren ("collective action clauses"). Een verdere aanleiding was gelegen in de inmiddels opgedane ervaringen met de steunpakketten voor Griekenland en Ierland: die hadden niet tot een (blijvende) verlaging van de door deze landen te betalen rentetarieven geleid.
Uiteraard wordt tot een dergelijke herstructurering slechts in uiterste noodzaak overgegaan: de houders van bestaande staatsleningen lijden een dermate groot verlies dat de bereidheid van beleggers, nieuwe staatsleningen te kopen gedurende een aanmerkelijke periode is aangetast.
Medio april 2011 nam de crisis in intensiteit toe. De onmiddellijke aanleiding waren uitspraken van twee Duitse ministers (gevolgd door een Bundesbank-functionaris en een adviseur van bondskanselier Merkel), erop neerkomende dat men geen bezwaar had tegen een "vrijwillige schuldsanering" van Griekse staatsschulden. Hierop daalden koersen van met name Griekse staatsleningen (doch ook Ierse, Portugese en Spaanse) zeer sterk. Opmerkelijk was dat de ECB geen steunaankopen deed. In Spanje ontstond een protestbeweging, bekend als "15-M", naar de datum waarom deze van start ging (15 mei).
In de loop van mei 2011 namen de problemen rond Griekenland crisisachtige vormen aan. Eind mei was sprake van een patstelling: het IMF wilde de volgende tranche van (hun deel van) het steunpakket van 2010 eerst vrijgeven als de financiering van Griekenland voor de komende 12 maanden zou zijn verzekerd; de EU-lidstaten waren hiertoe niet bereid. De door een team van inspecteurs van IMF, EU en ECB uit te brengen voortgangsrapportage werd uitgesteld (hetgeen uitzonderlijk was), hetgeen geruchten voedde dat de inhoud van het rapport negatief zou zijn. De ECB stelde zich op het standpunt dat de geherstructureerde leningen (waarvoor de term "reprofiling" werd bedacht) niet als onderpand voor voorschotten van de ECB zouden kunnen worden gebruikt. Voor banken die voor hun financieringsbehoefte (deels) aangewezen waren op de ECB zou medewerking aan zo'n "reprofiling" dus zeer nadelig zijn. Anderzijds werd aangenomen dat banken de nadelige effecten van reprofiling niet direct in hun bedrijfsresultaten zouden hoeven te tonen, doch over de gehele looptijd van de (verlengde) lening konden "uitsmeren".
Diverse partijen (politici en centrale bankiers) namen regelmatig wisselende standpunten in. De koersen van Griekse staatsleningen daalden gestaag verder; de handel erin kwam vrijwel tot stilstand. De president van DNB, Nout Wellink, verklaarde publiekelijk dat de Grieken hun schuld met rente zouden gaan terugbetalen.

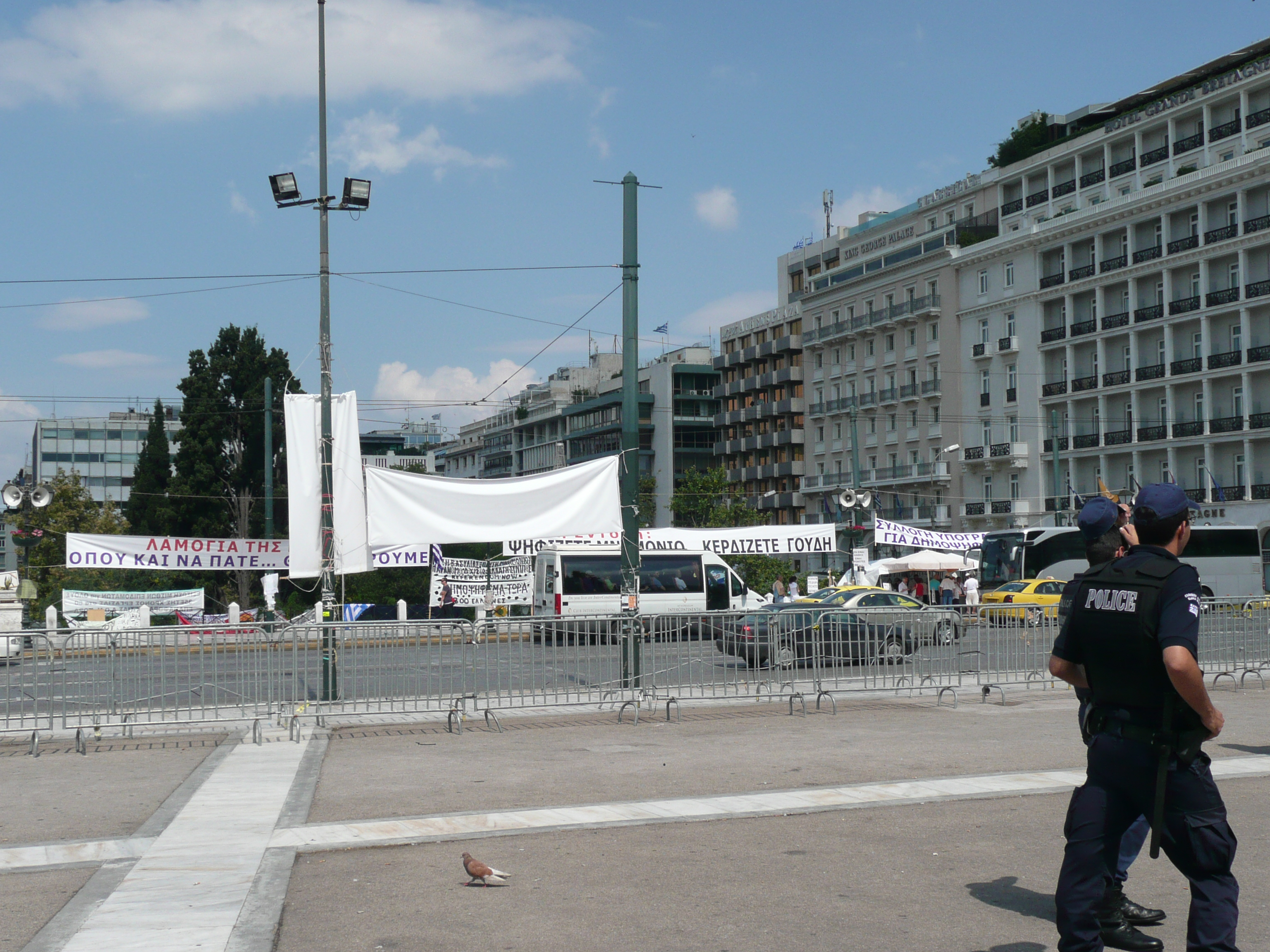
Demonstratie in Athene, juni 2011

De Griekse bevolking, die zich geconfronteerd zag met de gerede kans op nog meer forse bezuinigingen, reageerde met regelmatige stakingen en andere acties, ook tegen aangekondigde privatiseringsplannen.
Op vrijdag 3 juni 2011 werd bekend dat Griekenland een principe-akkoord had bereikt over de uitbetaling van de volgende tranche van het bestaande steunpakket, alsmede over een volgend steunpakket, onder "strikte voorwaarden". In de week daarop bleek echter dat dit akkoord nog diverse vragen onbeantwoord liet. Met name de vraag of van "private" crediteuren (met name banken) een financieel offer gevraagd diende te worden, en welke vorm dit moest aannemen, leidde tot felle discussies tussen diverse betrokkenen. Met name tussen de Duitse regering en de ECB bleken grote meningsverschillen te bestaan.
In de daaropvolgende week (van 13 juni 2011) bleken er tussen de diverse partijen nog grote meningsverschillen te zijn. Met name de vraag of van private crediteuren -dus niet overheden- een financieel offer gevraagd diende te worden was aan de orde; uiteindelijk werd hiervoor de oplossing gevonden dat men hem zou vragen dit vrijwillig te doen, in de vorm van een verlenging van de looptijd van bestaande leningen, tegen dezelfde (bepaald niet marktconforme) coupon. De positie van de Griekse regering verzwakte door het vertrek van twee parlementsleden van PASOK. De kans op een faillissement op zeer korte termijn nam sterk toe; de koersen van Griekse staatsleningen daalden sterk. (Tweejaars-leningen bereikten even een rendement van 30%!)
In de week van 20 juni 2011 overleefde de Griekse regering met een kleine meerderheid een vertrouwensvotum; het standpunt van het IMF was op dat moment echter dat men voor de door het IMF verlangde bezuinigingen een breed gedragen steun wenste. Aan het eind van de week gingen de EU-regeringsleiders in beginsel akkoord met een tweede steunpakket, onder voorwaarde dat het Griekse parlement de bezuinigingen zou goedkeuren. Een stemming hierover was op dat moment voorzien voor 28 juni; in hoeverre ook de EU een goedkeuring door de oppositie wenste, ging in het rumoer van de besluitvorming verloren. Besprekingen met banken omtrent de vrijwillige medewerking aan verlenging van bestaande leningen gingen direct van start; of een modus gevonden zou kunnen worden die zowel zou leiden tot een significant economisch voordeel voor Griekenland als zou voldoen aan de door de ECB gestelde eis dat dit niet zou worden beschouwd als een "event of default" bleef onduidelijk. Ook bestond op dat moment onduidelijkheid of de uitbetaling van de juli-tranche van het eerste steunpakket zou plaatsvinden.
Op woensdag 29 juni nam het Griekse parlement met een krappe meerderheid (155 stemmen voor, op 298 uitgebrachte stemmen) bezuinigingsvoorstellen van in totaal € 28 miljard aan; de uitslag bleef in feite tot de stemming zelf onzeker. Tijdens de parlementaire behandeling vonden (soms ernstige) rellen plaats. Met dit besluit leek de weg vrij voor de uitbetaling van de volgende tranche van € 12 miljard van het eerste noodpakket: zonder dit bedrag, zo werd algemeen aangenomen, zou de Griekse overheid medio juli geheel zonder geld zitten. Franse banken en de Franse regering presenteerden een (vrij complex) plan voor de invulling van die "vrijwillige medewerking" dan onder meer voorzag in een vervangen van de helft van vervallende staatsleningen door leningen voor 30 jaar, met een coupon die deels afhankelijk was van de toekomstige groei van het Griekse GDP. Het plan werd in de financiële markten gematigd positief ontvangen, doch betwijfeld werd of dit een oplossing zou bieden voor het probleem dat Griekenland in feite insolvent was. Op 30 juni werd een uitvoeringswet aangenomen, tevens omvattende de fiscale plannen voor 2012 - 2015.

## Oktober 2011:Grieks vermogen vlucht het land uit
Uit vrees voor een Grieks uittreden uit de euro, waarbij de euro’s op Griekse banken plotseling veel minder waard zouden zijn, hadden in oktober 2011 Griekse particulieren al 200 miljard euro’s van Griekse bankrekeningen naar Zwitserse gebracht.
Dit verplaatste Griekse geld kan (groten)deels zwart geld zijn, maar er kan evengoed ‘wit’ geld bij zitten.
Griekenland zou door het afsluiten van een belastingverdrag met Zwitserland alsnog over dat veronderstelde zwarte geld belasting kunnen heffen. Volgens Horst Reichenbach, het hoofd van de Griekenland-taskforce van de Europese Unie, staat Zwitserland hier niet onbereidwillig tegenover.

## Uitgebreid EU-topberaad eind oktober 2011; G20 begin november 2011
Eind oktober 2011 werd in diverse Europese gremia herhaald en uitgebreid vergaderd. De onmiddellijke aanleiding was het Trojka-rapport dat waarschuwde dat de Griekse economie zodanig verslechterd was dat zonder (omvangrijke) kwijtschelding van schulden tot in lengte van jaren steun nodig zou zijn:
The assessment shows that debt will remain high for the entire forecast horizon. While it would decline at a slow rate given heavy official support at low interest rates (through the EFSF as agreed at the July 21 Summit), this trajectory is not robust to a range of shocks. Making debt sustainable will require an ambitious combination of official support and private sector involvement (PSI). Even with much stronger PSI, large official sector support would be needed for an extended period.In this sense, ultimately sustainability depends on the strength of the official sector commitment to Greece.
Overlegd werd met name over een kwijtschelding van Griekse schulden, waarbij 60% genoemd werd: ook de bijdrage van de private sector zou deze omvang moeten krijgen. Als gevolg van een dergelijke schuldreductie zouden Europese banken extra kapitaal moeten aantrekken, waarvoor een bedrag van € 100 miljard genoemd werd. De discussie (met name tussen Duitsland en Frankrijk) spitste zich toe op de vraag welke rol het EFSF hierbij zou moeten hebben. Voor de vormgeving van de uitbreiding van de omvang van het EFSF werden tamelijk complexe varianten bedacht. Op Italië werd druk uitgeoefend om eerder toegezegde (en door het parlement besloten) bezuinigingen te concretiseren.
In de nacht van 26 op 27 oktober 2011 werd na 8 uur vergaderen door de regeringsleiders van de eurozone een akkoord bereikt. De Griekse staatsschulden (voor zover in handen van de private sector) zouden met 50% gekort worden; het EFSF werd "geleveraged" tot € 1000 miljard; de institutionele structuur zou versterkt worden; het eigen vermogen van de Europese banken zou met € 106 miljard versterkt moeten worden. De reacties op de financiële markten waren aanvankelijk positief, doch niet van lange duur: een emissie van Italiaanse staatsleningen op vrijdag 28 oktober was niet echt een succes. Enkele dagen later, op 31 oktober 2011, kondigde de Griekse regering (geheel onverwacht) een referendum over het steunpakket en de daarmee samenhangende bezuinigingen aan. Dit leidde tot een forse commotie op de financiële markten en ongenoegen bij de Europese regeringsleiders. Op 3 november liet de Griekse premier dit plan weer varen, nadat de EU en het IMF de uitbetaling van verdere steun opschortten.
Bij de vergadering van de G20 op 3 en 4 november 2011 bleken de niet-Europese landen niet genegen om de EU de omvangrijke hulp te geven waarop de EU gehoopt had. Italië accepteerde (onder grote druk) toezicht van het IMF bij het doorvoeren van bezuinigingen.
De Griekse regering en de oppositiepartij Nea Dimokratia (ND) bereikten op 6 november overeenstemming over het vormen van een overgangsregering die vervroegde verkiezingen zou uitschrijven. Eerst na meerdere dagen onderhandelen werd overeenstemming bereikt over de benoeming van voormalig ECB-bestuurder Lucas Papademos tot premier. Op 18 november 2011 presenteerde de nieuwe Griekse regering een begroting waarin een afname van het begrotingstekort werd verwacht van 9% in 2011 tot 5,4% in 2012, met name op basis van de beide steunpakketten van de EU en van het IMF. Onderhandelingen met de private crediteuren over de vormgeving van de "haircut" van 50% leidden nog niet tot resultaat.

## Januari 2012: voortslepende onderhandelingen over Griekse schulden
In januari 2012 werd voortdurend verder onderhandeld over de sanering van de Griekse staatsschuld. Niet alleen was de omvang van de bijdrage van de private sector een punt, naarmate de tijd verstreek werd steeds meer druk uitgeoefend op de ECB om ook een deel van de vorderingen op Griekenland te schrappen.

## Februari 2012: Tweede Griekse steunpakket en tweede LTRO

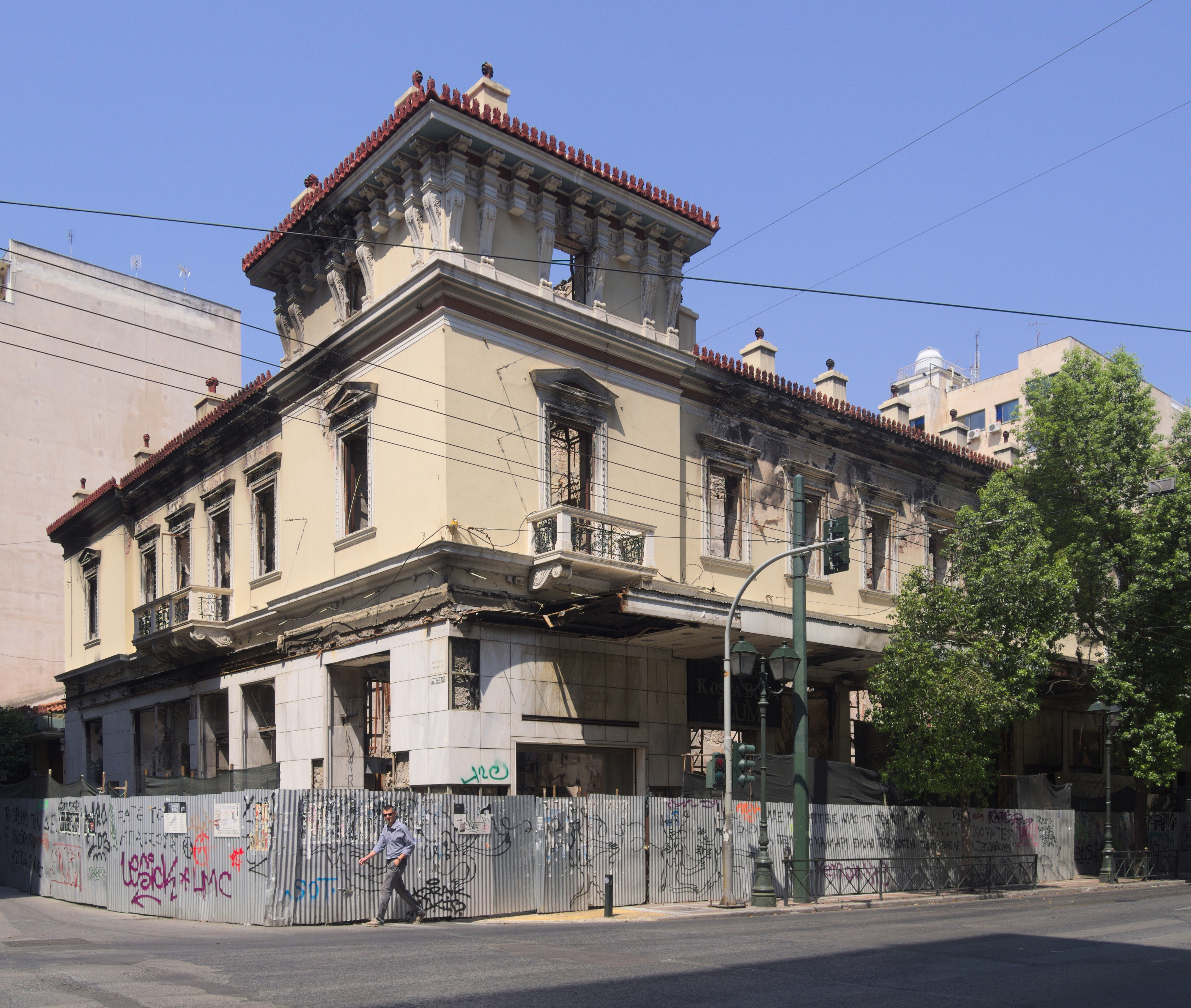
Bioscoop in Athene, in brand gestoken bij onlusten op 12 februari 2012; opname van 14 juli 2015

Op 20 februari werd bij een Europese top van ministers van Financiën, na eerdere pogingen in de maand een definitief akkoord gegeven voor een steunpakket van 130 miljard euro aan Griekenland. Dit zou in tranches uitbetaald worden en is afhankelijk van het stipt volgen van de Europese afspraken. Daarnaast werd toegezegd dat de banken 100 miljard euro zouden afschrijven op hun obligaties.
Er werd na 13 uur vergaderen een complex compromis bereikt: Griekenland zou in beginsel het tweede steunpakket van € 130 miljard krijgen, mits tot aanvullende bezuinigingen werd besloten en ook eerder aangekondigde maatregelen daadwerkelijk uitgevoerd werden; de private crediteuren gingen akkoord met een verdere "haircut" dan eerder afgesproken, en de (formeel nog steeds vrijwillige) medewerking van de private crediteuren zou afgedwongen kunnen worden. Bij deze onderhandelingen werd uitgegaan van ramingen die er in voorzagen dat de Griekse staatsschuldquote in 2020 zou uitkomen op 120,5%, doch in een strikt vertrouwelijk doch uitgebreid uitgelekt rapport van de "trojka" werd gesteld dat bij een tegenvallende ontwikkeling dit circa 160% zou kunnen zijn. De ECB en de nationale centrale banken zouden worden ontzien, doch de toekomstige koerswinsten (het verschil tussen de aflossing tegen 100% en de door hen betaalde aankoopkoers) en de coupons zouden door hen worden uitgekeerd aan hun aandeelhouders (de nationale overheden) die dit dan naar eigen inzicht konden besteden. Tevens werd besloten over te gaan tot strengere controle op de besteding van de steun: er zou een "permanente aanwezigheid" van controleurs zijn, en een deel van de steun zou in een speciaal fonds gestort worden waaruit betalingen aan crediteuren gedaan zouden worden. De vereiste wetgeving werd reeds op dinsdagavond bij het Griekse parlement ingediend: men diende in luttele dagen een uitgebreid pakket aan maatregelen aan te nemen: onder andere verlaging van minimumloon en pensioenen, hervorming van het belastingstelsel en liberalisering van een groot aantal beroepen. Een deel van deze maatregelen was overigens reeds (veel) eerder door de Griekse regering toegezegd. Voorts zou in de grondwet worden vastgelegd dat betaling van crediteuren voorrang had boven bekostiging van overheidsdiensten. Op 29 februari wees de ECB € 530 miljard toe op de tweede 3-jaars LTRO, waar 800 banken op hadden ingeschreven.

## Afwaardering Griekse staatsobligaties
Er werd een akkoord bereikt dat de banken (formeel) vrijwillig een 53,5% afwaarderen op de nominale waarde van de Griekse staatsobligaties. Deze PSI (Private Sector Involvement) werd uitgevoerd in de vorm van een inruilbod waarop beleggers (banken) zich vrijwillig kunnen inschrijven. De obligaties werden ingeruild tegen nieuw uit te geven Griekse staatsleningen met looptijden van 11 tot 30 jaar (samen 31,5%) en een lage doch in de loop der tijd iets stijgende rente, en kortlopende obligaties voor 15% van de nominale waarde ten laste van het EFSF. Aan de Griekse staatsleningen waren warrants gekoppeld die een uitkering zouden doen indien de Griekse economie in de toekomst voldoende zou groeien. De Griekse wetgeving werd aangepast: er werden -met terugwerkende kracht!- collective action clauses aan de leningsvoorwaarden toegevoegd. De beleggers dienden zich voor 9 maart uit te spreken omtrent hun instap. De omruil zou dan op 12 maart uitgevoerd worden voor de obligaties uitgegeven onder Grieks recht, en op 5 en 6 april voor de obligaties onder Japans en Engels recht.
De afwaardering was een succes met ongeveer 85% van de obligatiehouders die mee deden. Daar er meer dan driekwart van het kapitaal mee deed, kon ook nog eens 11% van de overblijvende obligatiehouders verplicht worden om mee te doen. In marktwaarde waren de obligaties al onder de 50% van de nominale waarde gedaald. Op die basis leden de obligatiehouders geen of weinig verlies met de inruil.
De toezichthouder ISDA (International Swaps and Derivatives Association) bepaalde dat de gang van zaken rond de schuldsanering als een "credit event" diende te worden beschouwd, waardoor de op Griekse staatsleningen afgesloten credit default swaps (CDS-contracten; verzekeringen tegen faillissementen) tot uitbetaling dienden te komen. Op 19 maart vond een veiling plaats ter bepaling van de "restwaarde" van (oude) Griekse staatsleningen: deze bleek op 21,5% te liggen. De koersvorming van de nieuwe Griekse staatsleningen gaf aan dat beleggers nog niet overtuigd waren dat de Griekse overheidsfinanciën deugdelijk gesaneerd waren: de rendementen liepen, na enkele dagen, van 20% (voor de 10-jaars lening) tot 16,5% (voor de 30-jaarslening). De waarde van de warrants was nagenoeg nihil.
Bij de herstructurering van de Griekse staatsschuld bleek dat de ECB voor zichzelf (en de nationale centrale banken die feitelijk het opkopen van staatsleningen deden) een uitzonderingspositie had bedongen: men wenste niet mee te werken aan het afschrijven op de Griekse staatsleningen.

## Parlementsverkiezingen in Griekenland op 6 mei 2012
De Griekse parlementsverkiezingen resulteerden in een sterk gefragmenteerde zetelverdeling die niet leidde tot een snelle regeringsvorming. De bestaande gelegenheidscoalitie van PASOK en ND bleek twee zetels te weinig te hebben voor een meerderheid. Een poging van ND-leider Samaras om een regering te vormen strandde reeds op de tweede dag, evenals een poging van SYRIZA-leider Tsipras, en daarna van PASOK-leider Venizelos. Ook een Griekse regering van nationale eenheid bleek niet mogelijk: op donderdag 17 mei 2012 werd een interim-regering geïnstalleerd die als voornaamste taak had opnieuw verkiezingen uit te schrijven; deze werden gepland op 17 juni 2012.

### Mogelijkheid van een grexit
Als gevolg van de crisis in Griekenland kwam begin 2012 de term grexit in gebruik, die verwees naar de eventuele vrijwillige of gedwongen uittreding van Griekenland uit de eurozone. Sommige kranten wijdden reeds in mei 2012 een volledige bijlage aan de titel Grexit, met daarin een bespreking van de gevolgen van een uittreding, alsook interviews met economen, professoren, de man in de straat en politici.

## Nieuwe verkiezingen in Griekenland op 17 juni 2012
Na deze verkiezingen werd een coalitieregering gevormd door ND, PASOK en Democratisch Links, waarmee men een duidelijke meerderheid in het parlement had. De start van de werkzaamheden werd evenwel vertraagd doordat premier Samaras in het ziekenhuis werd opgenomen, en de minister van Financiën reeds na enkele dagen ontslag nam om gezondheidsredenen. Intussen was wel bekend wat de hoofdlijnen waren van de door Griekenland gewenste wijzigingen in het afgesproken programma: men wenste twee jaar langer over de hervormingen te doen, wilde het afgesproken ontslag van 150.000 ambtenaren afblazen, en wilde de doorgevoerde kortingen op pensioenen en werkloosheidsuitkeringen terugdraaien.

## Augustus 2012: voortgaande discussies over Griekse schulden
In augustus 2012 trachtte de Griekse premier Samaras met name Duitsland en Frankrijk te bewegen tot een verlenging van de termijn voor het doorvoeren van de afgesproken hervormingen van 2014 tot 2016, nadat de Griekse regering er -met geruime vertraging- in geslaagd leek te zijn om de afgesproken bezuinigingen van € 11,5 miljard (plus € 2 miljard als gevolg van de voortgaande diepe recessie) in te vullen. Bondskanselier Merkel noch president Hollande bleken genegen tot veel concessies: de Griekse regering diende nu eerst haar verplichtingen na te komen. Men wenste eerst het rapport van de inspecteurs van de trojka omtrent de mate van voortgang van het hervormings- en bezuinigingsprogramma af te wachten, dat eerst eind september of begin oktober 2012 gereed zou zijn.
Ondertussen waren de arbeidskosten (per eenheid product) in Griekenland gedaald, met 4,5% ten opzichte van 2011, een jaar waarin ze gedaald waren met 3,4% ten opzichte van 2010 (8% op 2 jaar). De interne devaluatie was in volle gang.

## Oktober/november 2012: hernieuwde zorgen omtrent Griekenland
Vanaf circa begin oktober 2012 ontstonden nieuwe zorgen over de houdbaarheid van de Griekse overheidsfinanciën. Uit hoofde van de voorwaarden verbonden aan het tweede steunpakket aan Griekenland (van februari 2012, zie hierboven) diende Griekenland een groot aantal hervormingen en (soms zeer drastische) bezuinigingen door te voeren. De beide verkiezingen (zie hierboven) hadden reeds tot vertraging geleid, doch ook daarna trad verdere vertraging op. De Griekse economie bleef intussen in een snel tempo krimpen. Het gevolg was dat de verwachte daling (op termijn: beoogd was 120% in 2020) van de Griekse staatsschuldquote steeds meer als onhaalbaar werd gezien: uit de schaarse berichten kon worden opgemaakt dat men nu eerder circa 180% verwachtte. Als gevolg van het niet doorvoeren van de afgesproken (c.q. opgelegde) maatregelen werd een volgende tranche van het steunpakket van circa € 31,5 miljard voorshands niet uitbetaald: hierdoor kon de afgesproken sanering van het Griekse bankwezen niet plaatsvinden. De conflicten tussen de Griekse regering en de Trojka leidden ertoe, dat de inspecteurs van de trojka enkele malen hun werk stillegden. Eind oktober bleek in het Griekse parlement nog slechts een minieme meerderheid de regering te steunen: een uitvoeringswet voor privatiseringen haalde slechts een nipte meerderheid.
Van Griekse zijde werd aangedrongen op een tweede ronde afwaarderingen van Griekse staatsschulden, ditmaal door de "officiële sector": de diverse steunverlenende eurozone-lidstaten. Ook de ECB, houder van naar schatting circa € 40 miljard aan Griekse staatsleningen, zou daaraan moeten meedoen. Van met name Duitse zijde werd het tegenvoorstel gedaan, Griekenland geld te lenen om daarmee uitstaande Griekse staatsleningen op de markt op te kopen. Tegen afwaardering verzette de ECB zich omdat dit een (de ECB verboden) vorm van financiering van overheden zou inhouden; voor de betrokken eurozone-lidstaten zou dit betekenen dat de bij de steunverlening bestaande (en vaak uitgesproken) verwachting dat deze leningen uiteindelijk geheel zouden worden terugbetaald niet gerealiseerd zou worden. Suggesties om de looptijd van de leningen (wederom) te verlengen en de rente (wederom) te verlagen werden gedaan, doch tot besluitvorming kwam het, ook door het ontbreken van de rapportage van de trojka, tot eind oktober 2012 niet. Griekenland stelde dat als er medio november 2012 geen uitbetaling zou hebben plaatsgevonden, het land failliet zou gaan.
Op 21 november 2012 was er een eurotop van ministers, waarbij de Europese ministers wel erkenden dat Griekenland aan de voorwaarden voldeed, maar toegaven dat er onenigheid was tussen het IMF en Europa over de langetermijnaanpak. Het IMF eiste een schuldsanering, terwijl Europa meer voor een renteverlaging of uitstel van de terugbetaling was. De verwachting was dat Griekenland pas in december vers geld zou krijgen. In de tussentijd kreeg Griekenland noodleningen.

### 26/27 november 2012: herziening steunpakket Griekenland
In de nacht van 26 op 27 november 2012 bereikten de eurogroep en het IMF overeenstemming over een versoepeling van de steun aan Griekenland (na diverse eerdere marathonvergaderingen). Formeel werd een "haircut" (afschrijving) van verstrekte leningen vermeden: een maatregel die voor diverse eurozone-lidstaten niet bespreekbaar was.
- De rente op de bestaande (verstrekte en toegezegde) leningen werd verlaagd met 100 basispunten (1%-punt). Dit gold niet voor Ierland en Portugal, die inmiddels zelf steun ontvingen.[noten 30]
- De door het EFSF in rekening gebrachte fee voor het garanderen van leningen aan Griekenland werd verlaagd met 10 basispunten.
- De looptijd van de leningen werd verlengd met 15 jaar.
- De rente op leningen verstrekt door het EFSF werd voor 10 jaar kwijtgescholden.
- Inkomsten uit de door de ECB in het kader van SMP gekochte staatsleningen zouden door de lidstaten (aandeelhouders van de ECB) aan Griekenland worden doorgegeven en gebruikt worden voor het begrotingsjaar 2013. (Ook dit gold niet voor Ierland en Portugal.)
- Er werd een "debt buyback" (inkoop van bestaande leningen) van Griekse staatsleningen aangekondigd tegen de slotkoersen van 23 november 2012. (Niet geheel duidelijk werd in hoeverre een positief resultaat daarvan als voorwaarde gold voor het uitvoeren van de andere afspraken. Voor het IMF was dit in ieder geval een voorwaarde.)

Men verwachtte dat de Griekse schuldquote hiermee zou uitkomen op 175% in 2016, 124% in 2020 en "aanmerkelijk lager dan" 110% in 2022. Het pakket diende wel door een aantal nationale parlementen te worden goedgekeurd. De definitieve beslissing werd voorzien voor 13 december 2012. Na deze goedkeuring zou, op diverse tijdstippen, in totaal € 43,7 miljard worden betaald, waarvan € 23,8 miljard voor de herkapitalisatie van het Griekse bankwezen.

## December 2012: terugkoop staatsschuld door Griekenland
In december 2012 heeft de Griekse staat voor € 31,8 miljard nominaal aan schuld teruggekocht. Houders van deze obligaties hebben de stukken aangeboden tegen een gemiddelde koers van 33,8% en accepteerden daarmee een fors verlies. Het waren Griekse banken en buitenlanders die, elk voor ongeveer de helft van het totale bedrag, obligaties hebben aangeboden. De Griekse staatsschuld daalt hiermee per saldo met iets meer dan € 20 miljard oftewel zo’n 9-10% van het bnp. Deze terugkoopactie was een van de voorwaarden die het IMF stelde voor verdere noodleningen aan het land verstrekt zouden worden. Kort daarvoor hadden de ministers van Financiën uit de eurozone en het IMF de uitbetaling van de volgende tranche financiële steun ter waarde van € 44 miljard goedgekeurd. Hiervan wordt € 34,4 miljard direct uitgekeerd na een geslaagde terugkoopactie. Een deel van dit bedrag is bestemd om de vermogenspositie van de Griekse banken te versterken. Het restant zou in het eerste kwartaal van 2013 worden overgemaakt, mits Griekenland blijft voldoen aan de gestelde eisen.
De marktrente op 10-jarige Griekse staatsobligaties is gedaald van 37% begin maart 2012 tot 11,745% op 14 januari 2013.

## April 2014: eerste normale staatslening Griekenland
Op 9 april 2014 kondigde Griekenland de eerste emissie van een normale staatslening sinds het begin van de crisis aan, met een looptijd van 5 jaar. De emissie op donderdag 10 april was zeer succesvol: voor een beoogd bedrag van € 2,5 miljard werd ruim € 20 miljard ingeschreven. Toegewezen werd € 3 miljard, op een rendement van 4,95%. (Opmerkelijk was dat de positieve stemming omtrent Griekse staatsleningen op vrijdag 11 april weer omsloeg; de dagen erna herstelde dit weer.)

## December 2014: hernieuwde zorgen om Griekenland
In december 2014 leefden de zorgen omtrent de Griekse staatsschulden weer op, ondanks tekenen van herstel van de Griekse economie. Onderhandelingen over de financiële verhoudingen na het (in 2015) aflopen van de bestaande steunprogramma's sleepten zich al sinds september 2014 zonder resultaat voort: Griekenland meende aan alle verplichtingen voldaan te hebben; de trojka was een andere mening toegedaan. De Griekse premier Samaras schreef in december 2014, enkele maanden eerder dan vereist, presidentsverkiezingen uit. (Opgemerkt wordt dat de Griekse president een in hoofdzaak ceremoniële functie heeft.) De Griekse president wordt door het parlement gekozen: indien bij de eerste stemming geen meerderheid van 200 stemmen (op 300 parlementsleden) wordt behaald, vindt kort daarna een tweede ronde (met dezelfde vereiste 200 stemmen) plaats, en daarna indien nodig een derde ronde (met 180 stemmen vereist). Indien dan nog geen president gekozen is, wordt het parlement ontbonden en vinden parlementsverkiezingen plaats.
Deze verkiezingen konden worden gezien tegen de achtergrond van de politieke verhoudingen: oppositiepartij SYRIZA had een (in diverse polls enigszins wisselende) voorsprong op regeringspartij ND. Het vermoeden was dat Samaras bereid was het risico van verkiezingen te nemen omdat de kiezers bevreesd zouden zijn voor de repercussies (van de trojka en de financiële markten) van de radicale plannen van SYRIZA.
Bij de eerste ronde op 17 december behaalde de voorgestelde kandidaat Stavros Dimas 160 stemmen; bij de tweede ronde op 23 december 168 stemmen. De derde ronde werden eveneens 168 stemmen voor Dimas uitgebracht, waarmee vervroegde parlementsverkiezingen noodzakelijk werden.

## Eind januari 2015 tot eind juni: herleven crisis omtrent Griekse staatsschulden en onderhandelingen
Eind januari 2015 vlamde de crisis rond de Griekse staatsschulden weer op, na de verkiezingen van 25 januari 2015. Deze werden gewonnen door SYRIZA, die met 149 zetels net geen absolute meerderheid kreeg. Reeds de volgende dag vormde SYRIZA een coalitie met de Onafhankelijke Grieken. Het nieuwe kabinet bevatte uitgesproken tegenstanders van de bezuinigingen. Onmiddellijk na de beëdiging kondigde premier Alexis Tsipras een verhoging van het mimimumloon aan, het terugdraaien van het ontslag van meerdere duizenden ambtenaren en het stilleggen van privatiseringsplannen De EU toonde zich direct na de regeringswisseling niet genegen tot tegemoetkoming; regeringsleiders van diverse lidstaten bleken niet gelukkig met de opstelling van de nieuwe Griekse regering.

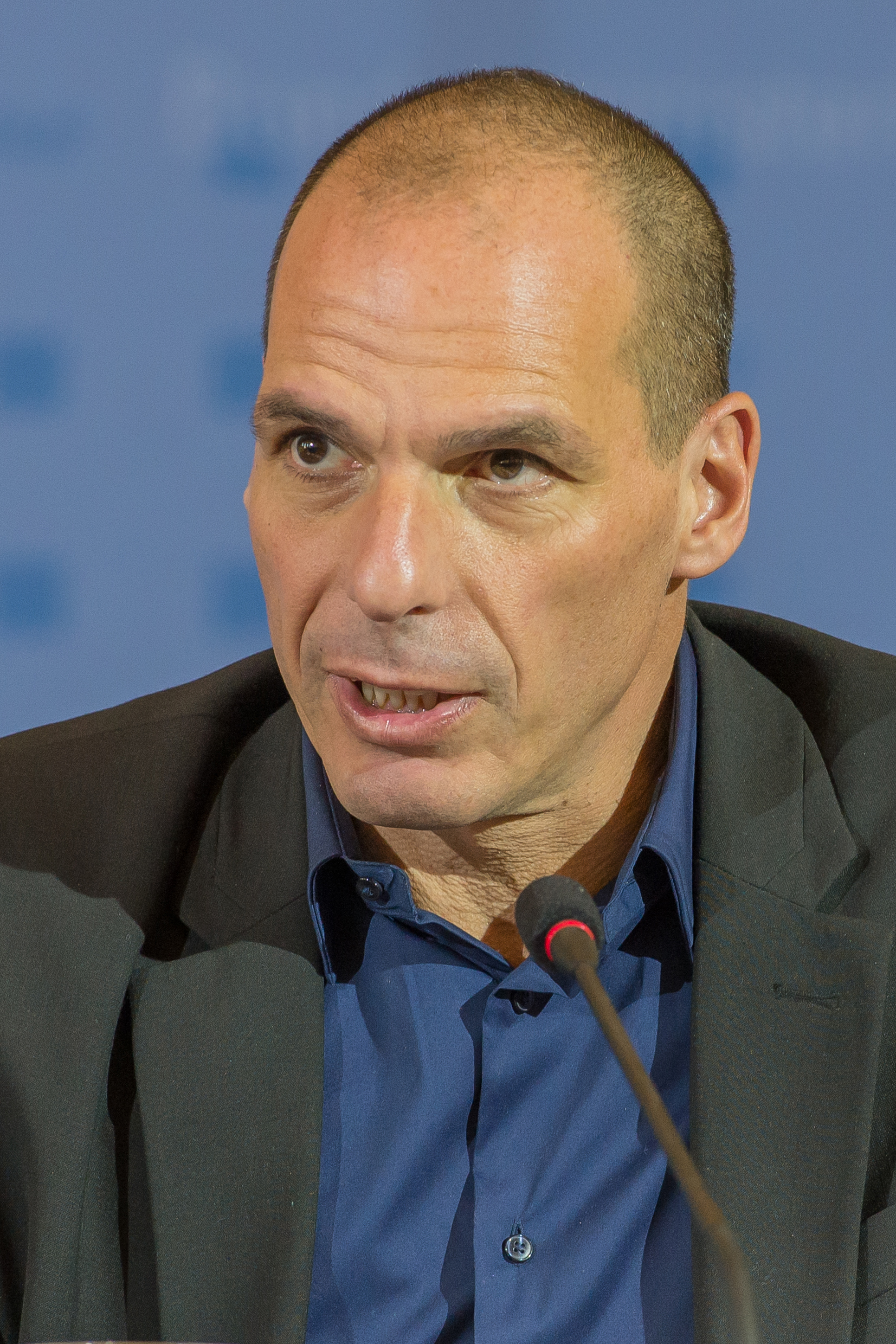
Yanis Varoufakis

 De nieuwe Griekse regering onder leiding van SYRIZA pleitte voor een of andere vorm van schuldsanering en gaf aan dat de schuld onmogelijk volledig betaald zou kunnen worden. De steunleningen werden hoofdzakelijk gebruikt om de schuldeisers terug te betalen, Griekenland had er zelf weinig aan. De terugbetaling was bedoeld om Griekenland te koppelen aan de groei van de Griekse economie. De Griekse regering wilde andere hervormingen uitvoeren. Onder andere een stevige aanpak van corruptie en privileges. De Griekse minister van financiën Yanis Varoufakis reisde Europa rond om het publiek en de regeringen van de Eurolanden te overtuigen.
De Griekse financiële markten lieten in de dagen na de verkiezingen grote verliezen zien, zowel bij staatsleningen als bij aandelen Rekeninghouders bleken grote bedragen bij Griekse banken te hebben opgenomen wat leidde tot sterke daling van de aandelen van die banken. Enige dagen later herstelden deze koersen zich weer nadat uitlatingen omtrent nationalisatie van die banken waren toegeschreven aan "onervarenheid" van de enkele dagen daarvoor aangetreden ministers.
Op 4 februari 2015 kondigde de ECB aan, de bestaande "waiver" ten aanzien van het accepteren van Griekse staatsleningen en door de Griekse staat gegarandeerde leningen (wegens een te lage rating) als onderpand voor leningen aan Griekse banken met ingang van 11 februari 2015 te beëindige, aangezien het niet mogelijk was uit te gaan van een succesvol afsluiten van het steunprogramma. De Griekse minister van Financiën Varoufakis bezocht diverse Europese hoofdsteden om steun te zoeken voor het gedeeltelijk afschrijven van de Griekse schulden, doch zonder resultaat. S&P verlaagde de rating van Griekenland op 6 februari tot B-; Moody's kondigde aan de rating van Caa1 te herzien. Bij zijn eerste redevoering in het parlement hield de Griekse minister-president Tsipras vast aan zijn aangekondigde programma.
Op 11 februari 2015 vond een ingelaste vergadering van de Eurogroup plaats; concrete resultaten werden na 7 uur vergaderen niet geboekt, zelfs werd geen overeenstemming bereikt over de persverklaring.
Op donderdag 12 februari berichtte diverse media dat de ECB het maximumbedrag van Emergency Liquidity Assistance die de Griekse centrale bank aan de Griekse banken kon verschaffen had verhoogd van € 60 miljard tot € 65 miljard; de ECB wilde hier niet op reageren.
Op 16 februari 2015 bereikte de Eurogroup wederom geen overeenstemming: reeds na enkele uren brak de Griekse delegatie de onderhandelingen af. De ECB verhoogde het bedrag van de toegestane noodsteun door de Griekse centrale bank met € 3,3 miljard, hetgeen gezien werd als hooguit voor enkele dagen toereikend. Eerst op donderdag 19 februari verzocht Griekenland formeel om verlenging van het steunprogramma. Op vrijdag 20 februari werd overeenstemming bereikt over een verlenging van vier maanden; het toezicht door de Troïka zou worden voortgezet; Griekenland zou zich onthouden van stappen die de financiële stabiliteit zouden verslechteren.
Op maandagavond 23 februari stuurde Griekenland een lijst met voorgenomen plannen aan de Eurogroup; het IMF en de ECB bleken deze voornemens als weinig specifiek te ervaren. Rendementen van andere perifere staatsleningen daalden intussen sterk: zo daalde de Ierse 10-jaars rente tot beneden 1% en de Portugese 10-jaars rente tot beneden 2%. In de dagen daarna rees steeds meer twijfel of Griekenland niet reeds in maart in acute geldnood zou komen. De Griekse premier Tsipras betichtte regeringsleiders van onder andere Spanje en Portugal ervan bij de onderhandelingen een onevenredig hard stanpunt te hebben ingenomen wegens de dreigende opkomst van anti-austerity partijen in eigen land.
ECB-president Draghi wees er bij de persconferentie op 5 maart 2015 op dat de ECB op dat moment € 100 miljard aan Griekenland geleend had, een verdubbeling in twee maanden, en overeenkomend met 68% van het Griekse GDP.
Op 8 maart dreigde de Griekse minister van Financiën met een referendum indien het verzoek om een schuldherstructurering zou worden afgewezen; daags erop zei hij door de interviewende journalist verkeerd geciteerd te zijn. Een overleg van de Eurogroup op maandag 9 maart leidde niet tot concrete resultaten. In de daarop volgende dagen verslechterden de verhoudingen in een snel tempo. De Griekse regering stelde nog vorderingen op Duitsland te hebben wegens oorlogsschade, die vele tientallen miljarden euro's zouden bedragen; Duitsland wees deze claims af. De financiële positie van de Griekse regering verslechterde ondertussen snel: vervallend schatkistpapier kon slechts nipt worden geherfinancierd, waarbij de ECB slechts de minimale uitbreiding van de maximale ELA-steun goedkeurde. Betalingen aan het IMF bleken te kunnen plaatsvinden. Het "primary surplus" bleek over 2014 niet te zijn uitgekomen op de verwachte (en afgesproken) 1,5%, doch slechts op 0,3%. Op donderdag 12 maart keerden "technical experts" van "the institutions" terug in Athene, nadat een conference call met de Eurogroup op 9 maart reeds na 45 minuten beëindigd was; van een vruchtbare samenwerking bleek geen sprake. Een vertegenwoordiger van het IMF duidde Griekenland aan als de meest recalcitrante cliënt ("most unhelpful client") in de 70-jarige geschiedenis van het IMF. Op woensdag 18 maart nam het Griekse parlement een wet aan die voorzag in steun aan de armste groep Grieken, bestaande uit voedselbonnen en een beperkte hoeveelheid gratis elektriciteit, nadat de EU zich daartegen had uitgesproken. Eurogroup-voorzitter Dijsselbloem zei onder omstandigheden het invoeren van "capital controls" noodzakelijk te achten om een "Grexit" te voorkomen; de Griekse regering wees dit zonder meer af. Op donderdag 19 maart bleek het overleg met de "technical experts" te zijn afgebroken. Het vermoeden dat Grieken op grote schaal geld van hun rekeningen hadden opgenomen bleek juist te zijn.
Griekenland slaagde er in maart wel in om vervallend schatkistpapier te herfinancieren, en om vervallende leningen aan het IMF terug te betalen, doch slechts met steeds grotere noodsteun van de Griekse centrale bank; de ECB stond hiervoor wekelijks toenemende maxima toe, tot per 25 maart 2015 € 71 miljard. (en per 12 mei 2015 € 80 miljard). Op 20 maart bezocht premier Tsipras Bondskanselier Merkel, hetgeen wel tot een verbetering van de verstandhouding leek te leiden maar niet tot een toenadering.
In april werd geen voortgang geboekt: Griekenland slaagde er steeds in om vervallend schatkistpapier te herfinancieren, aan het IMF verschuldigde aflossingen werden op tijd gedaan, en de verstandhouding met "the institutions" bleef zeer slecht. Ambtenarensalarissen en pensioenen konden op tijd betaald worden. Duidelijk was wel dat de belastinginkomsten achterbleven bij de uitgaven. Op 20 april 2015 droeg de Griekse regering per decreet alle Griekse overheidsentiteiten en overheidsondernemingen (met uitzondering van pensioenfondsen) op hun reserves over te maken naar de Griekse centrale bank. ECB-bestuurder Constancio zei op 20 april 2015 dat een eventuele default van Griekenland niet een vertrek uit de eurozone behoefde te impliceren. De ECB verhoogde het ELA-maximum (naar verluidt met steeds grotere tegenzin) tot per eind april ruim € 75 miljard. De uitwerking van de op 20 februari 2015 bereikte overeenstemming bleef uit, ook doordat de "technical experts" weinig tot geen informatie kregen. Bij de bijeenkomst van de Eurogroup in Riga op 24 april 2015 werd de heer Varoufakis door zijn collega's een "tijdverspiller, gokker en amateur" genoemd.
In de weken daarna slaagde Griekenland er steeds in om tijdig aan zijn betalingsverplichtingen te doen. (Betaling van pensioenen vond aan het eind van april op de beoogde dag plaats, doch deels met enkele uren vertraging, hetgeen aan "technische problemen" werd geweten.) Een op 12 mei 2015 verschuldigd bedrag van circa € 756 miljoen aan het IMF kon (op 11 mei 2015) betaald worden door voor een bedrag van € 600 miljoen in te teren op de reserve van Griekenland bij het IMF. Op een Eurogroup-vergadering van 11 mei werd geen concrete vooruitgang geboekt, doch er leek wel een sfeerverbetering te zijn.
Over de mate waarin men elkaar genaderd was werden in de weken daarna regelmatig tegenstrijdige uitspraken gedaan; van Griekse zijde was men optimistisch; de crediteuren zagen dit anders. Deposito's bij Griekse banken bleken in april met € 5,5 miljard te zijn gedaald tot € 139,4 miljard, het laagste niveau sinds november 2004; de ECB had de noodsteun aan Griekse banken eind mei stapsgewijs verhoogd tot € 80 miljard, doch hield dit bedrag eind mei ongewijzigd.
Op 3 juni 2015 deed Griekenland de crediteuren een voorstel, dat door de crediteuren daags erop met een tegenvoorstel werd beantwoord, dat voor de Griekse regering direct niet aanvaardbaar bleek.
Op 5 juni kondigde de Griekse regering aan, de vier in de loop van juni vervallende betalingen aan het IMF samen te voegen en eerst op 30 juni te zullen betalen. Op 9 juni deed Griekenland een meer beknopt voorstel (twee maal drie pagina's); ook dit werd direct van de hand gewezen. In een interview in de Corriere della Sera zei Tsipras dat Europa een "horrorscenario" te wachten stond als Griekenland de eurozone zou verlaten.
Een ontmoeting tussen premier Tsipras, Bondskanselier Merkel en president Hollande op 10 juni leidde niet tot enige overeenstemming. S&P verlaagde de rating van Griekenland van CCC+ tot CCC. De ECB zou het maximumbedrag van de ELA op 10 juni hebben verhoogd met € 2,3 miljard tot € 83 miljard. Op vrijdag 12 juni bleek dat de delegatie van het IMF vanuit Brussel was teruggekeerd naar Washington, wegens een gebrek aan voortgang.
Op zondag 14 juni 2015 werd overleg in Brussel reeds na 45 minuten afgebroken. In de dagen erna verhardde de toonzetting aan beide zijden aanmerkelijk: de heer Tsipras dreigde het aan het IMF verschuldigde bedrag van circa € 1,6 miljard niet te zullen betalen als geen overeenstemming over schuldreductie werd bereikt. De Griekse centrale bank waarschuwde in een (periodiek) rapport voor de gevolgen van het uitblijven van een akkoord; parlementsvoorzitter Zoe Constantopoulou weigerde dit rapport (dat aan het parlement placht te worden gezonden) in ontvangst te nemen. Een door het Griekse parlement ingestelde onderzoekscommissie rapporteerde dat de Griekse staatsschuld merendeels onrechtmatig was aangegaan, aangezien deze niet in het belang van het Griekse volk was aangegaan, en derhalve niet behoefde te worden terugbetaald. Op 17 juni zou het ELA-bedrag zijn verhoogd met € 1,1 miljard; reeds op 19 juni bleek een volgende verhoging nodig, volgens geruchten met € 1,8 miljard terwijl om € 3,5 miljard verzocht was. Een vergadering van de Eurogroep op donderdag 18 juni leidde niet tot resultaat: een EU-top werd gepland voor maandag 22 juni.
Het ESM merkte in zijn jaarverslag over 2014 op dat de Griekse staatsschuld, indien rekening zou worden gehouden met de effecten van de lange looptijd van de verstrekte leningen en de (zeer) lage coupon daarvan, in feite aanzienlijk lager lag dan de nominale 180% van het GDP, doch 49% minder, dus circa 130%. (Dit was ongeveer het niveau van de Italiaanse en Portugeste staatsschuld.) Het ESM concludeerde dat de Griekse staatsschuld hoog doch niet onhoudbaar was.
Op maandag 22 juni 2015 deed de Griekse regering nieuwe voorstellen, slechts enkele uren voor het begin van een Eurogroup-vergadering en een Eurotop in de avond. Deze werden redelijk welwillend ontvangen. De uitstroom van gelden bij Griekse banken ging echter verder: de ECB verhoogde op 22 juni wederom het ELA-plafond, nu tot € 87,8 miljard.
Op woensdag 24 juni leken een aantal landen het Griekse voorstel niet te hebben geaccepteerd; ook het IMF zou bezwaren hebben.
Ook op woensdag 24 juni leidden onderhandelingen (tot 1 uur 's nachts) niet tot resultaat; de besprekingen werden op donderdag 25 juni voortgezet doch wederom zoner resultaat; uiteindelijk werden na enkel uren de onderhandelingen afgebroken.
Uiteindelijk werd op donderdagavond besloten tot een nieuwe Eurogroup-vergadering, te houden op zaterdag 27 juni.
Op vrijdagmiddag 26 juni was sprake van een nieuw steunpakket, bestaande uit een verlenging van het bestaande (tweede) pakket met vijf maanden (tot 1 november 2015), en indien de afspraken van dat pakket correct zouden blijken te zijn nagekomen, een derde pakket van beperkte omvang, indien vast zou staan dat de staatsschuld houdbaar ("sustainable") zou zijn. Hiermee zou in totaal circa € 15 miljard gemoeid zijn, deels bestaande uit nog niet uitbetaalde tranches van het (formeel nog) lopende steunpakket.

## Eind juni 2015: Het afbreken van de onderhandelingen, referendum, sluiten van de banken en het niet betalen van IMF

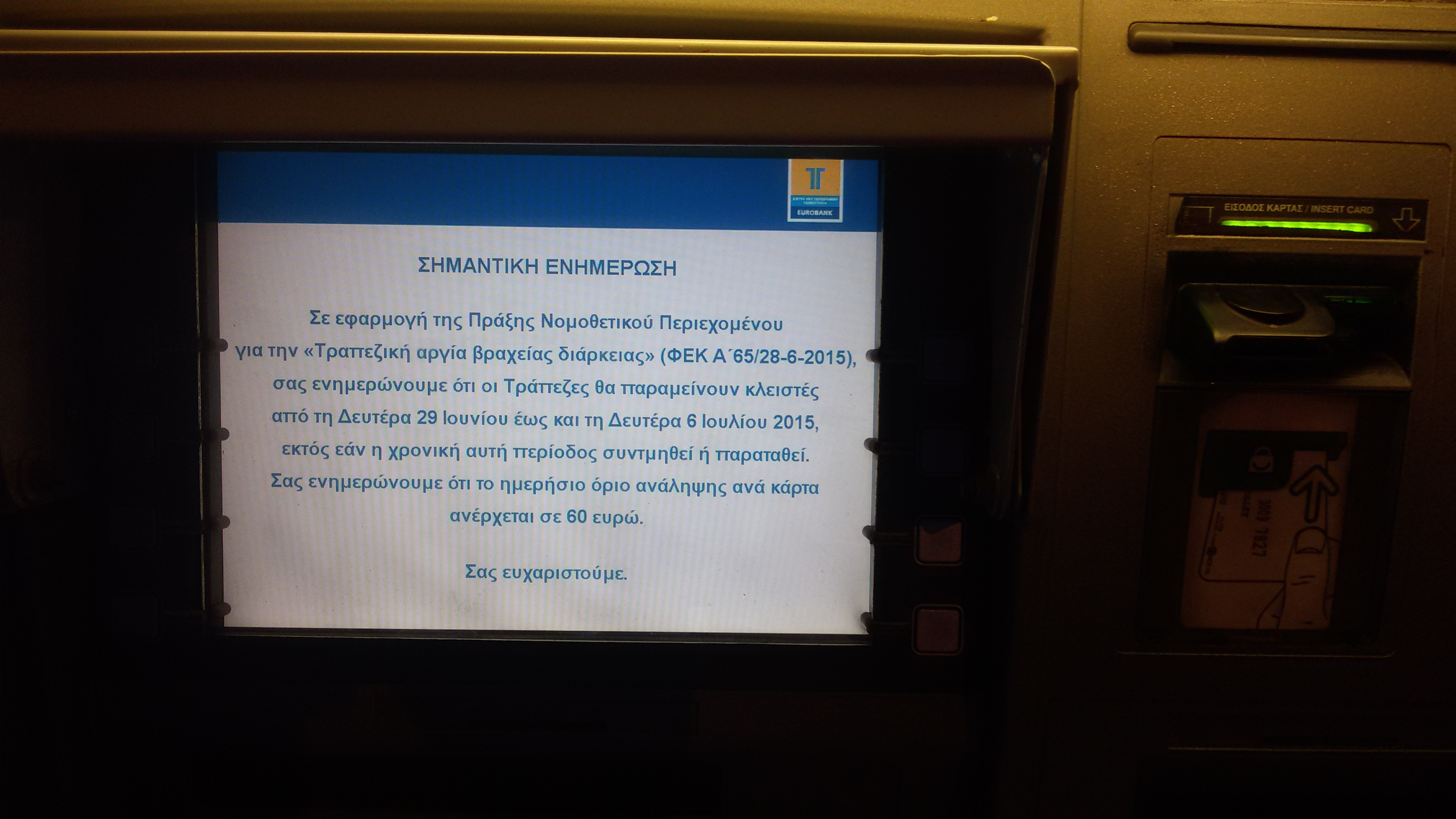
Mededeling op Griekse geldautomaat dat slechts 60 euro per dag kon worden opgenomen, op 29 juni 2015

Op vrijdagavond 26 juni 2015 kondigde de Griekse regering een referendum aan, te houden op 5 juli. De Griekse regering zou de kiezers aanraden tegen het Europese voorstel te stemmen. De Eurogroep-regeringsleiders adviseerden de Griekse kiezers om ja te stemmen, daar Griekenland anders zeer waarschijnlijk de eurozone zou gaan verlaten en mogelijk ook de Europese Unie. De ECB besloot op zondag de noodsteun aan Griekse banken niet verder te verruimen. Door de grote opnames van geld heeft de Griekse regering in overleg met de banken, besloten de bankenfilialen de komende week te sluiten om de banken te beschermen. Er mocht maximaal 60 euro per dag opgenomen worden; dit gold niet voor toeristen (die opnames werden gedekt door buitenlandse rekeningen); voor betalingen naar het buitenland is toestemming nodig. Om de vele gepensioneerden zonder pinpas tegemoet te komen, maakten de banken voor hen een uitzondering. Zij konden bij de bank maximaal 120 euro opnemen.
Op 29 juni verlaagde S&P de rating van Griekenland tot CCC-. ECB-bestuurder Cœuré zei op 29 juni in een interview met Les Echos dat de ECB, indien de situatie zou verslechteren, de beschikking had over diverse instrumenten. Hiertoe behoorden QE en OMT, alsmede "nieuwe instrumenten" ("nouveaux instruments"). Op 30 juni deden geruchten de ronde dat premier Tsipras een voorstel van EC-president Juncker, dat hij de avond ervoor had afgeslagen, alsnog zou willen accepteren. De crediteuren weigeren de onderhandelingen te hervatten tot na het referendum. De Griekse regering betaalde de op 30 juni aan het IMF verschuldigde € 1,6 miljard niet. Om 15.30 (CET) werd bekend dat de Griekse regering had verzocht om een tweejarig steunpakket door het ESM, met schuldherstructurering. Het bestaande steunprogramma liep, nu het niet verlengd was, op 30 juni 2015 om 24.00 (Brusselse tijd) af. Fitch verlaagde op 1 juli de rating van Griekenland van CCC tot CC; DBRS verlaagde de rating tot CC met negative outlook; Moody's verlaagde de rating to Caa3.
Volgens de Raad van Europa voldeed het referendum niet aan de aanbeveling om ten minste twee weken aan te houden tussen aankondiging en het houden ervan: de bevolking had te weinig tijd gekregen om zich een mening te vormen.
De ECB hield de ELA op 1 juli ongewijzigd op (naar de markten aannamen) circa € 90 miljard. Minister van Financiën Varoufakis zei ontslag te zullen nemen als het referendum een "ja" opleverde.
Op 3 juli publiceerde het IMF een Preliminary draft debt sustainability analysis, waarin geconcludeerd werd dat om de Griekse staatsschuld duurzaam houdbaar te maken van oktober 2015 tot eind 2018 een financiële injectie van € 51,6 miljard nodig zou zijn; ook zou de coupon van bestaande leningen gedurende 20 jaar tot nul moeten worden teruggebracht, en de looptijd zou (nu voor de derde keer) verlengd moeten worden.
Het referendum werd gewonnen door de 'nee'-stemmers, met een onverwachte grote meerderheid van 61,32%. Het nee-campagneteam/de Griekse regering benadrukten dat een ´nee´-stem geenszins een stem was voor het opgeven van de euro of het verlaten van de Europese Unie. Ook zou met een nee-stem de onderhandelingspositie van de Griekse regering versterkt worden met een nieuw mandaat van de kiezer.

## Begin juli 2015: Na het Grieks referendum en de aanvraag van het derde steunpakket
Nadat de uitslag van het referendum bekend was traden zowel Andonis Samaras, partijleider van Nea Dimokratia en voormalig premier als de minister van Financiën, Yanis Varoufakis, af. Varoufakis trad af om het onderhandelingsproces meer ruimte te geven. Hij werd opgevolgd door Euclid Tsakalotos. Op dinsdag 7 juli was er een crisisoverleg van de eurozone leiders om te beslissen hoe verder te gaan. Griekenland had tot donderdag 9 juli om nieuwe voorstellen in te dienen. De voorstellen die Griekenland die donderdag indiende waren grotendeels dezelfde voorstellen die bij het referendum waren weggestemd. In de nacht van de opvolgende vrijdag op zaterdag werden de voorstellen door het Griekse parlement bekrachtigd met een meerderheid van 250 op 300 stemmen. Voor zondag 12 juli werd een bijeenkomst gepland van de leiders van alle Europese Unie landen (ook de landen die geen deel uitmaakten van de eurozone) zodat als er geen akkoord zou komen voor een derde steunpakket, er maatregelen genomen konden worden voor een mogelijke grexit en humanitaire noodhulp voor Griekenland. Er werd ernstig rekening gehouden met een grexit/faillissement en tijdens de onderhandelingen kwam de Duitse minister van economie met een voorstel om Griekenland tijdelijk uit de eurozone te zetten voor minimaal vijf jaar. De Griekse voorstellen werden door Duitsland en andere landen echter als onvoldoende beoordeeld. De aanwezigheid van de niet eurolanden werd zaterdag niet meer nodig geacht daar men toch mogelijkheden tot een overeenkomst zag. Maandag in de vroege ochtend, 13 juli, voor de opening van de Europese beurzen, werd een voorlopig akkoord afgesloten. Het grootste struikelblok was het op te richten fonds voor de te privatiseren Griekse overheidseigendommen/staatsbedrijven en hoe de opbrengsten ervan gebruikt zouden moeten worden. Dit akkoord is goedgekeurd door het Griekse parlement in een nachtelijke sessie op woensdagavond en is vrijdag 17 juli goedgekeurd door het Duitse parlement als laatste van de parlementen van de diverse eurozone landen die een stemming vereisen. De onderhandelingen voor een definitief akkoord kunnen beginnen.
Het steunpakket van ruim 80 miljard euro moet nog uitonderhandeld worden en de verwachting is dat dit minstens weken tot maanden gaat duren. Ondertussen zijn er plannen om op korte termijn een noodkrediet van zeven miljard euro te geven voor de maand juli door het EFSF zodat Griekenland de IMF en de ECB crediteuren kan betalen. Deze noodlening heeft echter de goedkeuring nodig van de Europese Unie staten, op basis van een gekwalificeerde meerderheid, dus ook de niet Eurolanden waaronder Groot-Brittannië. Deze noodlening kan pas worden verleend na de goedkeuring van het Griekse parlement op donderdag 16 juli. Het IMF zegt ondertussen dat het steunpakket niet gaat werken zonder schuldafschrijving en dreigt daarom geen steun te verlenen.
Om te voorkomen dat als de banken weer geopend werden er een bankrun zou ontstaan, werd aangekondigd dat de restricties voorlopig zouden blijven bestaan. Volgens de schatting van de Griekse centrale bank was er 45 miljard euro Fiduciair geld (bankbrieven) in omloop in Griekenland. Dat was 4,5% van de bankbrieven voor de hele eurozone, terwijl Griekenland maar 2% van het bruto nationaal product van de eurozone had. Om weer vertrouwen te krijgen in de banken zouden die geherkapitaliseerd en geherstructureerd moeten worden, zodat ze op termijn niet afhankelijk meer waren van ECB-noodleningen. Op dinsdag 14 juli verhoogde de ECB het plafond voor de noodsteun aan Griekse banken met 900 miljoen euro, omdat er nu weer sprake was van uitzicht op een hulpprogramma voor Griekenland. De banken gingen weer open op maandag 20 juli, maar de kapitaalbeperkingen en opnamebeperkingen bleven gehandhaafd. Wel waren deze beperkingen nu soepeler: er mocht maximaal 420 euro per week opgenomen worden (in één keer) in plaats van 60 euro per dag.

## Augustus 2015: overeenstemming over derde steunpakket
Op 3 augustus werd de Griekse effectenbeurs heropend na een langdurige sluiting. De beurskoersen openden met een koersval van ongeveer twintig percent ten op zichtte van de vorige koers; de koersen van aandelen van Griekse banken daalden nog meer. De Griekse beurshandelaren hebben last van de financiële restricties. Zo kunnen ze alleen effecten kopen met geld uit het buitenland of de opbrengst van de verkoop van effecten.
De besluitvorming over het derde steunpakket verliep niet zonder slag of stoot. Op 11 augustus werd, na een nacht onderhandelen, overeenstemming bereikt tussen de troïka en Griekenland. Uiteindelijk zou het derde steunpaket circa € 86 miljard bedragen, uit te betalen naargelang Griekenland een aantal hervormingen zou doorvoeren.
Het Griekse parlement vergaderde er op donderdag 13 augustus over, hetgeen uitliep tot de ochtend van vrijdag. Uiteindelijk werd, na circa een etmaal discussie, de vereiste wetgeving aangenomen met steun van de oppositie en tegenstemmen van een flink deel van de Syriza-fractie. Ook in diverse andere parlementen bleek het steunpaket op weerstand te stuiten. De eerste uitbetaling van 26 miljard werd goedgekeurd door de ministers van Financiën. Daarvan werd 13 miljard direct overgemaakt aan de Griekse regering voor het aflossen van leningen en andere dringende uitgaven, waaronder een lening aan de ECB van 3,4 miljard euro die op 20 augustus afgelost moest zijn. Die werd dan ook op 20 augustus afgelost. Een paar uur nadien trad de regering af. Van de eerste uitbetaling werd 10 miljard gereserveerd voor steun aan de Griekse banken. De resterende drie miljard van de eerste uitbetaling zou in de herfst uitbetaald worden. Er bleef nog grote onzekerheid of het IMF mee zou doen aan het derde steunpakket. Het IMF eiste namelijk een bijkomende schuldsanering, omdat het alleen steun kon geven als er uitzicht was op de aflossing van de schuld.
Op 20 augustus kondigde Tsipras vervroegde verkiezingen aan, te houden op 20 september 2015. Dissidenten van de Syrizapartij hebben een nieuwe partij ´Eenheid van het Volk´ opgericht. Deze partij haalde echter niet de kiesdrempel.
Op 3 september berichtten financiële media dat de ECB het plafond van de Griekse ELA had verlaagd van € 89,7 miljard tot € 89,1 miljard, op verzoek van de Griekse centrale bank; dit was de eerste verlaging in lange tijd.
De Griekse verkiezingen op 20 september leidden tot een overwinning van SYRIZA; een voortzetten van de coalitie van SYRIZA en Onafhankelijke Grieken werd het meest waarschijnlijk geacht.

## Oktober 2015 en later: wetgeving ter uitvoering van derde steunpakket
Deze coalitie kwam inderdaad tot stand. Op 17 oktober werd het eerste pakket maatregelen door het parlement aangenomen, met tegenstemmen van de Onafhankelijke Grieken doch met steun van de oppositie. Discussies over de voortgang van de hervormingen leidden tot het opschorten van volgende tranches. Op 5 november werd een tweede pakket maatregelen aangenomen; vooral de verhoging van accijns op diesel voor Griekse boeren stuitte op weerstand. Op 11 november werd in Griekenland op uitgebreide schaal gestaakt tegen het regeringsbeleid en de bezuinigingen die op grond het eerder bereikte principe-akkoord dienden te worden getroffen,, doch op 16 november werd een als "substantieel" omschreven detail-akkoord bereikt. Hierna werden overeengekomen steunbedragen in delen vrijgegeven.
Op maandag 14 december tekenden de Griekse regering en een consortium onder leiding van het Duitse Fraport (onder meer exploitant van de luchthaven van Frankfurt) een overeenkomst voor de exploitatie van 14 regionale Griekse luchthavens. Met het contract was een bedrag van circa € 1,2 miljard gemoeid, waarmee dit de grootste Griekse privatisering was. De Griekse vakbonden kondigden stakingen aan. Eind december bleek dat de uitvoering van voorgenomen bezuinigingen ("prior actions") nodig voor het vrijgeven van verdere tranches aan steun achterstand had opgelopen; uitbetaling zou, volgens de overeenkomsten van juli 2015, eerst plaatsvinden nadat de "troïka", aangevuld met het ESM, op 18 januari 2016 deze maatregelen afdoende zou hebben geoordeeld.

## Begin april 2016: conflict tussen IMF, Griekenland en EU over schuldreductie Griekenland
Begin april 2016 bleek sprake te zijn van diepgaande meningsverschillen tussen het IMF enerzijds en zowel de EU als Griekenland anderzijds. Aanleiding was een bezoek van vertegenwoordigers van de Troïka om de voortgang van hervormingen vast te stellen. Vrijgave van volgende tranches van het steunpakket van € 86 miljard, overeengekomen in juli 2015, was daarvan afhankelijk. Het standpunt van het IMF was dat schuldreductie noodzakelijk was; zo niet, dan zou het IMF niet (verder) deelnemen aan het steunpakket. Gespeculeerd werd dat het IMF op deze wijze druk wenste uit te oefenen op met name Duitsland om akkoord te gaan met schuldverlichting.
WikiLeaks publiceerde de tekst van een kennelijk afgeluisterd telefoongesprek op 19 maart 2016 tussen Poul Thomsen, IMF-directeur voor Europa, en Delia Verkouleskou, hoofd van de IMF-missie in Griekenland, waarin de te voeren strategie werd besproken. Naar aanleiding van de hierdoor ontstane commotie publiceerde IMF-managing director Lagarde een brief van haar aan de Griekse premier Tsipras waarin zij haar bezorgdheid uitte over het klimaat van de onderhandelingen.
Op zondag 8 mei nam het Griekse parlement een pakket bezuinigingsvoorstellen aan, bedoeld om te komen tot een "primary surplus" van 3,5% van het GDP en uitvloeisel van de overeenkomst van juli 2015. Het IMF had, zoals al enkele weken bekend was, twijfels over de haalbaarheid hiervan, en achtte een primary surplus van maximaal 1,5% mogelijk. Op maandag 9 mei vergaderden de Europese ministers van financiën. Op de agenda zou tevens de vraag naar een mogelijke herstructurering (kennelijk inclusief gedeeltelijke afschrijving) op de agenda staan. De EU-ministers zeiden "a form of debt relief" vanaf 2018 toe, indien de hervormingen dan voltooid zouden zijn.

## Mei 2016: alsnog overeenstemming over verdere steun
Op 24 mei 2016 werd tussen Griekenland en de Eurogroup overeenstemming bereikt over voortzetting van de steun aan Griekenland. Griekenland zou € 10,3 miljard extra krijgen, in ruil voor verdere hervormingen en belastingverhogingen, die op 22 mei door het Griekse parlement waren aangenomen. Dit bedrag zou deels in juni en deels in oktober 2016 worden uitbetaald. Het IMF zou bij de steunverlening betrokken blijven. Op 10 juni ging de financiële commissie van de Bundestag akkoord met vrijgave van de eerste tranche.

## September 2016: verdere privatisering
Op 27 september ging het Griekse parlement, na meerdere dagen debatteren, met een meerderheid van 152 tegen 141 stemmen akkoord met privatiseringsvoorstellen van onder meer nutsbedrijven, voortvloeiend uit het in juli 2015 overeengekomen steunpakket van € 86 miljard. Hiermee werd de weg vrijgemaakt voor het uitbetalen van een tranche van € 2,8 miljard hiervan.
In november 2016 werd bekend dat met een aantal Griekse gemeenten in april 2015 een afbetalingsregeling was getroffen voor schulden aan de centrale overheid en het Griekse socialezekerheidsfonds. De gemeente Piraeus mocht een schuld van € 10 miljoen afbetalen in 152 maanden, de gemeente Maroussi mocht een schuld van € 56 miljoen afbetalen in 1991 maanden, en de gemeente Fyli mocht een schuld van € 469 miljoen afbetalen in 24.546 maanden. De laatste betaling van de gemeente Fyli is derhalve voorzien in het jaar 4144.

## Februari 2017: IMF-rapport
Op 7 februari 2017 publiceerde het IMF het (jaarlijkse) rapport naar aanleiding van de "Article IV Consultation". De Griekse staatsschuld werd hierin "onhoudbaar" genoemd:
Public debt has reached 179 percent at end-2015, and is unsustainable.
Uit de press release bij het rapport bleek een (diepgaand) verschil van mening tussen "most Directors" en "some Directors" over de vraag welk primary surplus nagestreefd diende te worden. Naar algemeen werd aangenomen, werden met "some Directors" de vertegenwoordigers van de EU-leden van het IMF bedoeld.
Het Griekse belastingstelsel werd sterk negatief beoordeeld:
Directors called for renewed efforts to combat tax evasion and address the large level of tax debt. They encouraged the authorities to strengthen tax administration, focus auditing efforts on large taxpayers, and strengthen the implementation of the anti-money laundering framework. Directors called for comprehensive tax debt restructuring for viable taxpayers based on capacity to pay, and welcomed plans to establish an independent revenue agency.
evenals het zwakke bankenstelsel:
Directors stressed the need for reducing non-performing loans (NPLs) decisively to support the resumption of credit growth. They encouraged the authorities to strengthen the legal framework for debt
restructuring, including out-of-court solutions, and to fully utilize the supervisory framework to incentivize banks to set ambitious NPL-reduction targets and strategies. Directors noted that ensuring adequate capital and completing the ongoing governance reform are critical for banks’ long-run viability. Directors supported the removal of exchange restrictions as rapidly as practicable on the basis of a milestonebased roadmap while preserving financial stability by ensuring adequate liquidity in the banking system.
Omtrent de vraag of (gedeeltelijke) kwijtschelding van schulden nodig was, was het rapport zelf opmerkelijk helder:
Debt relief: Even with these ambitious policies in place, Greece cannot grow out of its debt problem. Greece requires substantial debt relief from its European partners to restore debt sustainability.
Hierbij werd opgemerkt (paragraaf 34 en 35, p. 26 en 27) dat vanaf 2030 de lopende "official loans", met zeer lage rentes ("highly concessional terms") verstrekt door het IMF en diverse Europese entiteiten, geleidelijk aflopen en vervangen dienen te worden door leningen tegen aanzienlijk hogere marktrentes. De ontwikkeling van de staatsschuld in de jaren daarna werd als "explosive" geduid. (Zie verder Annex III, pp. 52–67 van het rapport.)

## Juni 2017: overeenstemming over uitbetaling volgende tranche
Op 15 juni werd overeenstemming bereikt over de uitbetaling van de volgende tranche, van € 8,5 miljard. Opmerkelijk was dat schuldverlichting (mogelijk in de vorm van kwijtschelding) in de toekomst niet geheel uitgesloten werd. De rendementen op Griekse staatsleningen daalden hierop tot de laagste niveaus sinds 2014.

## Juni 2017: akkoord Europese Commissie voor verkoop van Griekse spoorwegen
In juni 2017 werd bekendgemaakt dat de Europese Commissie had besloten dat eerdere steun van de Griekse overheid aan de Griekse spoorwegen (tot een bedrag van circa € 16 miljard) geen verboden staatssteun was. Hiermee kon een verkoop van TrainOSE aan de Italiaanse spoorwegen doorgaan.

## Juli 2017: succesvolle Griekse staatslening
Op 25 juli 2017 emitteerde Griekenland voor het eerst sinds 2014 een langer lopende staatslening, lopend tot augustus 2022. Op deze lening, met een coupon van 4,375% (ISIN-code GR0114029540), werd voor € 6,5 miljard ingeschreven en € 3 miljard toegewezen tegen een koers van 98,91%, zijnde een rendement van 4,65%. (Opgemerkt wordt dat van deze € 3 miljard circa de helft afkomstig was van het inruilen van een
bestaande staatslening.)

## Juni 2018: herziening Grieks steunpakket uit 2015
Tijdens de Eurotop van 21 juni 2018 (met uitloop tot de vroege uren van 22 juni) werd overeenstemming bereikt over het herzien van het steunpakket uit 2015, dat zonder dat op 20 augustus 2018 zou aflopen: de terugbetaling van uit hoofde van dat pakket uitbetaalde leningen werd 10 jaar opgeschoven, de renteloze periode van die leningen werd eveneens 10 jaar opgeschoven (van 2023 tot 2033). EU-commissaris Moscovici zei dat hiermee de Griekse staatsschuldencrisis "voorbij" was. De Griekse minister van Financiën Tsakalotos zei dat de Griekse staatsschuld hiermee "viable" was".

## 20 augustus 2018: formeel eind steunprogramma's Griekenland
Op 20 augustus 2018 werden de steunprogramma's formeel beëindigd. Het door de Grieken als zeer paternalistisch ervaren toezicht van de "troika" op de overheidsbestedingen verviel hiermee. De staatsschuld was op dat moment in absolute termen gedaald, maar als percentage van het GDP, door de sterke krimp van de Griekse economie, sterk gestegen tot op dat moment bijna 180%. De Griekse regering had zich tegenover de crediteuren verplicht om tot 2022 een primary surplus van 3,5% aan te houden, en daarna een primary surplus van 2,2% tot 2060. Commentatoren wezen er op dat deze doelstellingen te optimistisch waren ("extremely wishful thinking"), en dat een verdere stijging van de staatsschuldquote aannemelijk was. Het rendement op 10-jarige Griekse staatsleningen was op dat moment ruim 4% (mede door de onrust op de markten over Turkije), versus ruim 23% op het dieptepunt van de crisis. Uiteindelijk verdiende de ECB ruim 7 miljard euro aan het ondersteunen van Griekenland. Het laatste bedrag is een voorlopige stand uit 2017. Sindsdien zijn de winsten voor de ECB alleen maar toegenomen door de sterk dalende Griekse rente. Ook het IMF behaalde ruim 3 miljard euro winst op de met tegenzin verstrekte noodhulp.

## Evaluatie
In een evaluatierapport uit 2020 van het Europees Stabiliteitsmechanisme onder leiding van oud-commissaris Joaquín Almunia werd aangestipt dat de herstelprogramma’s weliswaar een gedwongen vertrek van Griekenland uit de eurozone hebben vermeden, maar onvoldoende rekening hielden met zowel de sociale impact van de maatregelen als de vereisten voor een economische groei.

## Chinese invloed in Griekenland
De Chinezen hebben grote investeringen in Griekenland gedaan tijdens de crisis. In 2010 boden de Chinezen aan om Griekse staatsleningen te kopen. De Chinezen hebben grote investeringen gedaan in de haven van Piraeus. Dit maakt deel uit van het Chinese project ´One Belt, One Road´. De Chinezen hebben geprotesteerd toen in 2015 de privatisering van de haven teruggedraaid dreigde te worden. China is een belangrijke investeerder en kredietverstrekker geworden. Vanuit Europa en Amerika worden er zorgen geuit dat hiermee China Griekenland koopt en dat Griekenland Chinese belangen dient binnen de Europese besluitvorming. Zo zou Griekenland een mensenrechten declaratie over Chinese mensenrechtenschendingen van de Europese Unie gesaboteerd hebben.